# Liberace

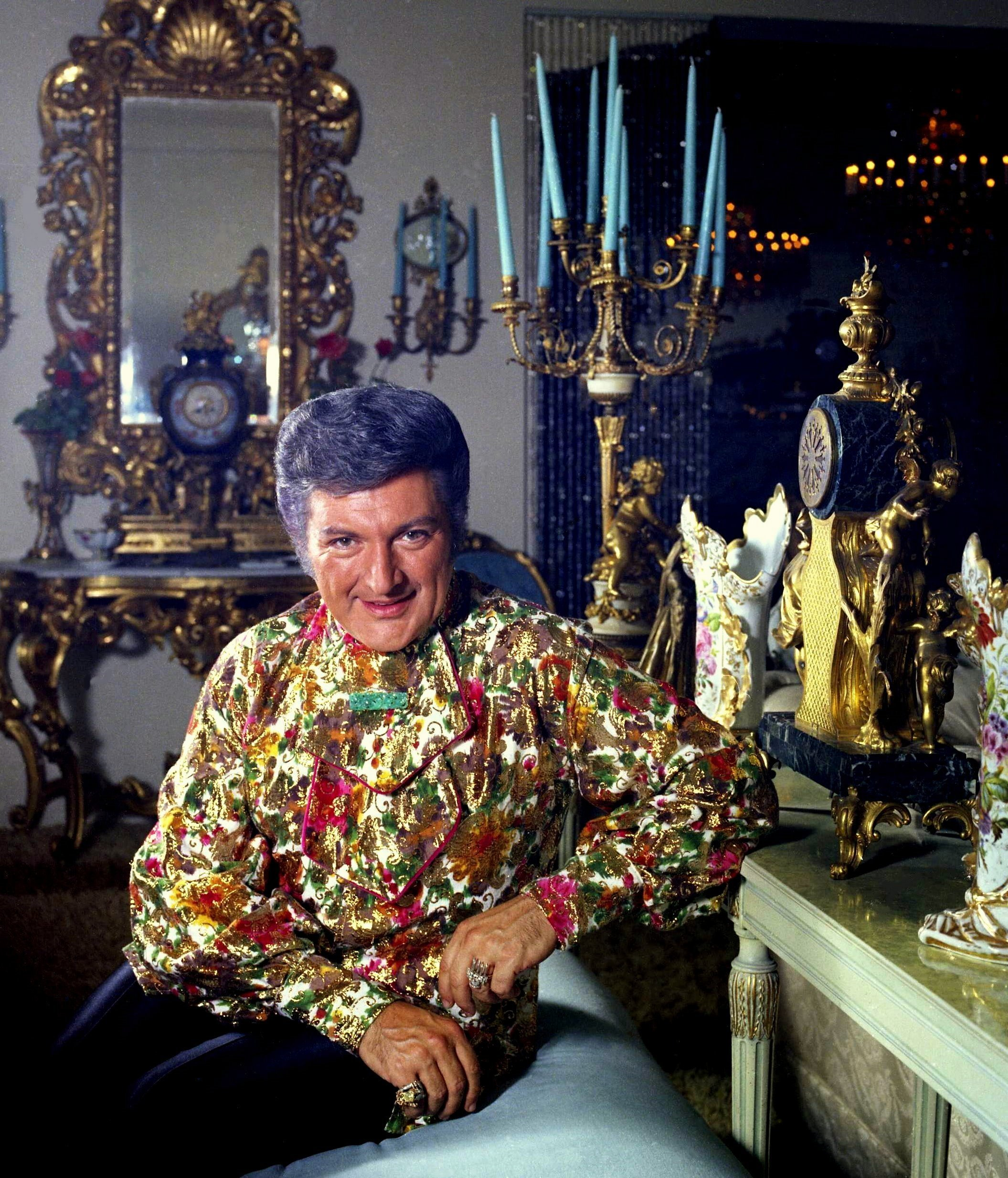
Liberace år 1974.

Liberace, född Władziu Valentino Liberace den 16 maj 1919 i West Allis, Wisconsin, död 4 februari 1987 i Palm Springs, Kalifornien, var en amerikansk pianist och underhållare. Liberace blev mest känd för de överdådiga kläder som han bar under sina scenframträdanden.

## Biografi
Władziu Valentino Liberace föddes i Wisconsin. Hans far, Salvatore ("Sam") Liberace (1885–1977) kom ursprungligen från Italien och hans mor, Franciszka Zuchowska (1892–1980) från Polen.
Liberace var en klassiskt skolad pianist och blev populär som nattklubbsartist i USA under slutet av 1940-talet. På 1950-talets början och även under ett år på 1960-talet sändes Liberaces egen TV-show, The Liberace Show. Under senare delen av karriären uppträdde Liberace ofta i Las Vegas.
Han förnekade offentligt i många år att han var homosexuell, och stämde till och med den brittiska dagstidningen Daily Mirror för att de antytt detta. Han avled av lunginflammation orsakad av aids.
Liberace medverkade i ett flertal filmer och har även blivit porträtterad på film då Michael Douglas spelade honom i filmen Mitt liv med Liberace från 2013. Hans självbiografi, Liberace, kom ut 1973.

## Filmografi i urval
- 1958–1968 – The Red Skelton Show (TV-serie)
- 1965 – In i det sista
- 1966 – Läderlappen (TV-serie)
- 1968–1969 – Laugh-In (TV-serie)